# Boloria medionigrans
Boloria medionigrans är en fjärilsart som beskrevs av Cabeau 1930. Boloria medionigrans ingår i släktet Boloria och familjen praktfjärilar. Inga underarter finns listade i Catalogue of Life.